# Скарлат Каллимаки
Скарлат Каллимаки (рум. Scarlat Callimachi; 1773, Константинополь — 12 декабря 1821, Константинополь) — господарь Молдавского княжества в 1806 году, а также в 1807—1810 и 1812—1819 годах, номинально господарь Валашского княжества в 1821 году, во время Валашского восстания.

## Биография

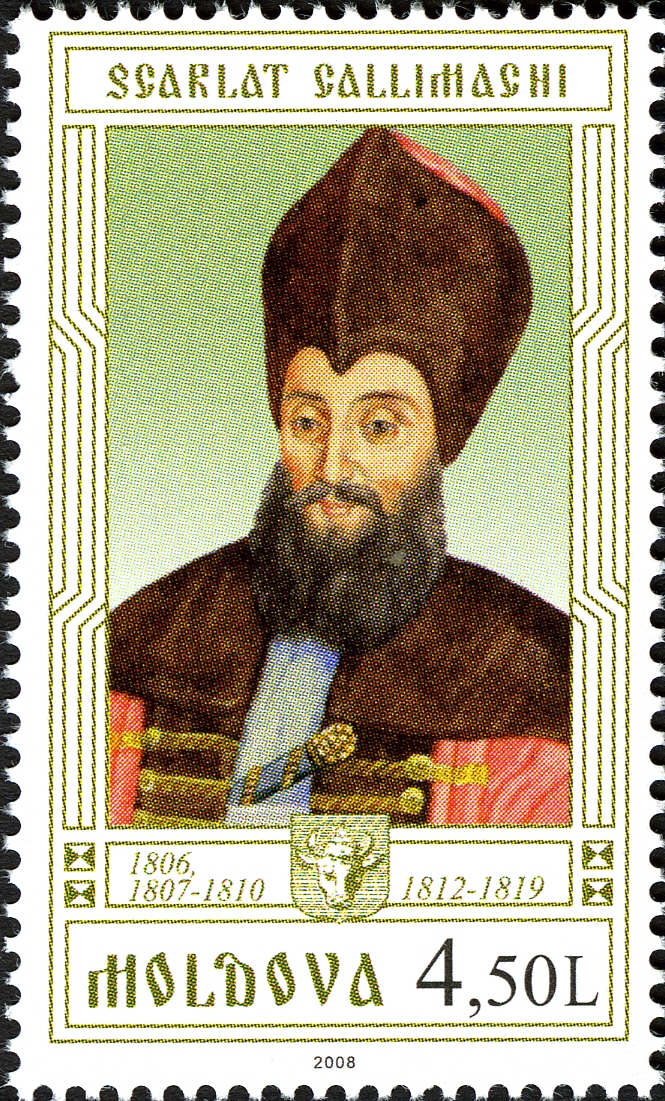
Почтовая марка Молдовы, 2008 год

Грек-фанариот, сын Александра Каллимаки.
Был правителем Молдавского княжества с 24 августа по 26 октября 1806 года, с 4 августа 1807 по 13 июня 1810 и с 17 сентября 1812 по июнь 1819 года.
В 1810 – 1812 годах находился в русском плену в Харькове.
В 1814 году издал финансовый регламент, согласно которому увеличивались косвенные налоги и фиксировалась подать для всего княжества в размере 1260 тыс. пиастров.
Кодексы законов, изданные в Молдавском княжестве при Скарлате Каллимаки в 1817 году, унифицируя нормы гражданского, уголовного, семейного и процессуального права — были призваны укрепить феодальные институты в княжестве и позиции господствующего класса в условиях усилившихся социальных движений крестьян и городских низов.
Из документов 1813 года известно, что у Скарлата Каллимаки было собственное знамя с изображением головы тура.
В январе 1821 года был назначен господарем Валашского княжества, но фактически не правил из-за Валашского восстания. В июне того же года снят с должности.
12 декабря 1821 г. Скарлат Каллимаки был отравлен османами (48 лет).